# Вероника лекарственная
Веро́ника лека́рственная (лат. Verónica officinalis) — многолетнее травянистое растение, вид рода Вероника (Veronica) семейства Подорожниковые (Plantaginaceae) (ранее этот род включали в семейство Норичниковые (Scrophulariaceae), либо в самостоятельное семейство Верониковые (Veronicaceae)).

## Ботаническое описание

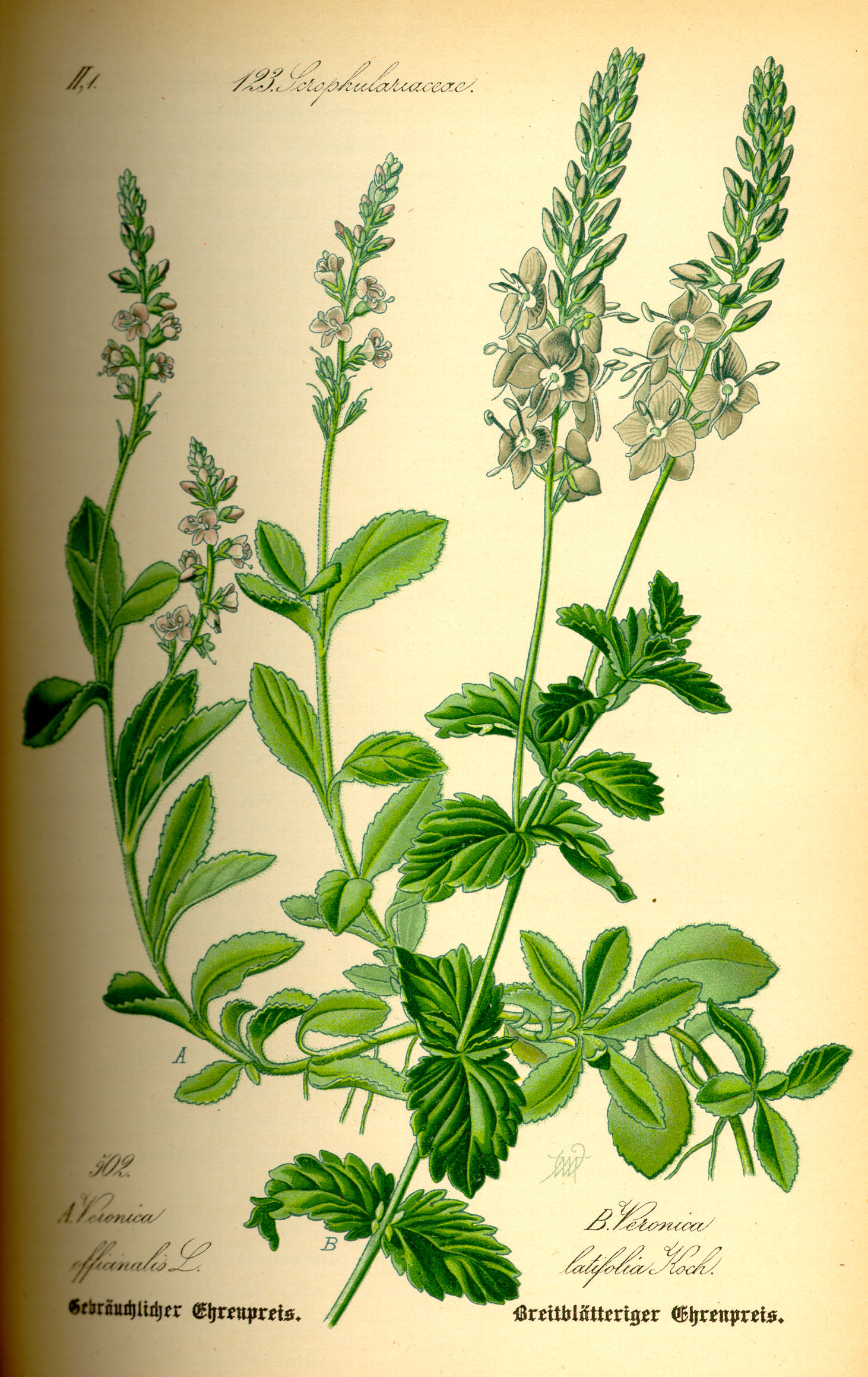

Травянистое многолетнее растение высотой 15—30 (до 50) см, образующее дернинки с восходящими ветвями. Корневище тонкое, ползучее, извилистое, с мелкими корнями.
Стебель стелющийся, округлый, равномерно опушённый, разветвлённый, укореняющийся в узлах, с приподнимающимися побегами.
Листья супротивные, шероховатые, удлинённо-обратнояцевидные или эллиптические, длиной 1,5—4 см, шириной 1—2 см, сужены в короткий и широкий черешок, зубчатые или зарубчато-пильчатые, у основания цельнокрайные, на верхушке коротко заострённые или тупые, с обеих сторон опушённые простыми волосками.
Цветки в боковых, чаще одиночных, не супротивных кистях на толстых цветоносах, в пазухах верхних листьев. Цветоножки волосистые, короче прицветников и чашечки или равны им, при плодах прямостоячие. Прицветники ланцетно-продолговатые, туповатые, покрыты простыми волосками. Чашечка четырёхраздельная, с ланцетными, туповато-заострёнными долями, железистоопушённая; венчик диаметром 6—7 мм, бледно-лиловый или голубоватый с тёмными жилками, иногда беловатый с сиреневыми жилками, незначительно или вдвое превышает чашечку, лопасти сращены на одну треть в трубку, отгиб венчика с тремя широкояйцевидными, туповатыми долями и одной продолговатой, вдвое уже остальных. Тычинки в числе двух, большей частью превышают венчик, с крупными широкояйцевидными пыльниками; пестик один; завязь верхняя; рыльце целостное.
Плод — многосемянная двугнёздная коробочка, сплюснутая, обратно-треугольная, длиной 4—5 мм, почти вдвое длиннее чашечки, в верхней части шириной 4—5 мм, к основанию суженная, на верхушке усечённая, тупая или слабо и тупо выемчатая, железистоопушённая. Семена плоско-выпуклые, шириной 1 мм.
Цветёт в июне — августе. Плодоносит в июле — октябре.

## Распространение и экология
Европейско-западноазиатский вид.
Ареал вида охватывает архипелаг Мадейра, Азорские острова, практически всю территорию Европы, Турцию, Закавказье и Иран.
В России произрастает в европейской части (заходит далеко на север), в Предкавказье и Дагестане, заносным отмечен на Сахалине. В Средней России встречается во всех областях.
Основные местообитания — светлые леса, лесные поляны и опушки, луга, среди кустарников, горы до субальпийского пояса.
Размножается семенами и вегетативно.

## Химический состав
Трава вероники лекарственной содержит углеводы и родственные соединения (маннит), органические кислоты (уксусную, молочную, винную, лимонную, яблочную), эфирное масло, 0,5—1,2 % иридоидов (изокаталпол, метилкаталпол, ацетат метилкаталпола, каталпозид, ацетат каталпола, каталпол, аукубин, муссаенозид, ладрозид, вероникозид, минекозид, вермикозид, верирозид), стерины (β-ситостерин), тритерпеновые сапонины (5—9 %), азотсодержащие соединения (холин), фенолкарбоновые кислоты и их производные (кофейную, хлорогеновую, протокатеховую, пара-кумаровую), кумарины, дубильные (0,6 %) и горькие вещества, флавоноиды (апигенин, лютеолин, цинарозид), жирное масло, витамин C.

## Хозяйственное значение и использование
Вероники — весенне-летние медоносы, дают поддерживающий взяток. Один цветок выделяет 0,441 мг сахара. Медопродуктивность 18 кг с 1 га.
Как декоративное растение, пригодно для ландшафтных посадок на полянах в парках.
Молодые листья входят в состав приправ для ухи, салатов, мясных и рыбных блюд.
Цветки используются для отдушки некоторых сортов коньяков, ликёров и испанской малаги
В ветеринарии при поносе у крупного рога скота и лошадей применяется настой травы.
По наблюдениям в Кабардино-Балкарии поедается западнокавказским туром (Capra caucasica).

### В медицине
Фармакологические свойства
В научной медицине России растение не применяется. Трава официальна в медицине Западной Европы.
Препараты вероники лекарственной проявляют бронхолитическое, противокашлевое, противовоспалительное, возбуждающее аппетит, анальгетическое, противоспазматическое, антитоксическое, кровоостанавливающее, фунгицидное действие.
В народной медицине применяют различные лекарственные формы:
- настой — улучшает аппетит, помогает при заболеваниях печени и почек (при песке и камнях в них), язве желудка, поносах, головной боли, бронхиальной астме, бессоннице и ревматизме.
- наружно используют настойки и отвары при фурункулёзе, ожогах, грибковых заболеваниях и гнойничковых кожных сыпях, потливости ног, для промывания ран.
- компрессы и примочки при ушибах.
- ванны при заболеваниях кожи у детей.
- сок — при заболеваниях почек и подагре.

В русской народной медицине веронику применяют как отхаркивающее средство при бронхитах, бронхиальной астме.
Трава вероники входит в состав сборов и грудного чая.
Цветки вероники нашли применение в гомеопатии при бронхитах, циститах, хронических язвах и ранах.
В болгарской народной медицине применяется отвар из травы вероники при заболеваниях дыхательных путей (ангина, астма и пр.), при кожных сыпях, подагре и ревматизме, в качестве мочегонного средства, при камнях и песке в почках и мочевом пузыре. Кашицу из травы и настой на растительном масле считают хорошим средством против гноящихся ран, для лечения ожогов, фурункулов и пр.
В Германии трава используется в виде чая при заболеваниях дыхательных путей и болезней желудочно-кишечного тракта, особенно поносов.
В Австрии отвар из растения, собранного в период цветения, применяют для лечения трахеитов, бронхитов и кожного зуда при диабете. Для лечения подагры рекомендуют более высокие дозы вероники, принимаемые натощак.
В Румынии части цветков применяют в сборах для улучшения памяти и мозгового кровообращения.
Заготовка растительного сырья
Используются облиственные верхушки растения с листьями и цветками, собираемые в начале цветения. Сушат при температуре 35—40 °C, стараясь не допустить изменения окраски лепестков и их осыпания. В свежем виде без запаха, после сушки появляется слабый приятный запах, вкус терпкий, горьковатый. Срок годности сырья — 2 года.

## Классификация

### Таксономия
- Veronica officinalis L., 1753, Sp. Pl. : 11

Вид Вероника лекарственная включается в род Вероника (Veronica) семейства Подорожниковые (Plantaginaceae) порядка Ясноткоцветные (Lamiales) клады Ламииды, последовательно входящей в более крупные клады Астериды → Суперастериды → Эвдикоты → Цветковые растения. Таксономическая схема в соответствии с Системой APG IV по состоянию на июнь 2024 года:
|  |                          |  |                                   |                                   |                          |  | еще 23 семейства | еще 23 семейства |                            |  |  |  | еще 507 подтвержденных видов и 147 видов, ожидающих подтверждения |
|  |                          |  |                                   |                                   |                          |  | еще 23 семейства | еще 23 семейства |                            |  |  |  | еще 507 подтвержденных видов и 147 видов, ожидающих подтверждения |
|  |                          |  |                                   | порядок Ясноткоцветные            |                          |  |                  |                  | род Вероника               |  |  |  |                                                                   |
|  |                          |  |                                   | порядок Ясноткоцветные            |                          |  |                  |                  | род Вероника               |  |  |  |                                                                   |
|  | клада Цветковые растения |  |                                   |                                   | семейство Подорожниковые |  |                  |                  | вид Вероника лекарственная |  |  |  |                                                                   |
|  | клада Цветковые растения |  |                                   |                                   | семейство Подорожниковые |  |                  |                  |                            |  |  |  |                                                                   |
|  |                          |  | ещё 63 порядка цветковых растений | ещё 63 порядка цветковых растений |                          |  |                  | еще 106 родов    | еще 106 родов              |  |  |  |                                                                   |
|  |                          |  |                                   | ещё 63 порядка цветковых растений |                          |  |                  |                  | еще 106 родов              |  |  |  |                                                                   |

### Синонимы
- Veronica allionii F.W.Schmidt
- Veronica allionii var. tournefortii Vill.
- Veronica carquejana Samp.
- Veronica depressa Schur
- Veronica dryadis Schur
- Veronica guentheri Opiz
- Veronica hirsuta Hopkirk
- Veronica lanceolata Opiz
- Veronica mas Garsault
- Veronica muelleri Schrank
- Veronica muelleriana Vest
- Veronica officinalis f. albiflora (G.Don) House
- Veronica officinalis f. monstrosa Svanlund
- Veronica officinalis f. officinalis
- Veronica officinalis var. albiflora G.Don
- Veronica officinalis var. allionii Mert. & W.D.J.Koch
- Veronica officinalis var. caespitosa Wallr.
- Veronica officinalis var. carquejana (Samp.) Cout.
- Veronica officinalis var. glabrata Fristedt
- Veronica officinalis var. glabrescens Bolle
- Veronica officinalis var. glabrescens Merino
- Veronica officinalis var. major Sennen
- Veronica officinalis var. minor Gren.
- Veronica officinalis var. multicaulis Wallr.
- Veronica officinalis var. nitidula Klett & Richt.
- Veronica officinalis var. officinalis
- Veronica officinalis var. plena G.Don
- Veronica officinalis var. silvestris Wallr.
- Veronica officinalis var. spadana (Lej.) Dumort.
- Veronica officinalis var. subarctica Schur
- Veronica officinalis var. submontana C.G.Westerl.
- Veronica officinalis var. sylvestris Wallr.
- Veronica officinalis var. tournefortii (Vill.) Dumort.
- Veronica officinalis var. variegata G.Don
- Veronica officinarum Crantz
- Veronica setigera D.Don
- Veronica spadana Lej.
- Veronica subarctica Schur
- Veronica tournefortii (Vill.) F.W.Schmidt
- Veronica vadiniensis R.Alonso, Lence, López Pach., Puente & Penas
- Veronica vulgaris Opiz